# 何塞·马里亚·奥拉萨瓦尔
何塞·马里亚·奥拉萨瓦尔（西班牙語：José María Olazábal，1966年2月5日—），西班牙職業高爾夫球選手。他贏得過兩個大滿貫賽事冠軍。分別是1994年的美國名人賽和1999年的美國名人賽。

## 外部連結
- PGA巡迴賽網站上的介紹[永久]
- PGA歐洲巡迴賽網站上的介紹[永久]